# Cerro de Agrás

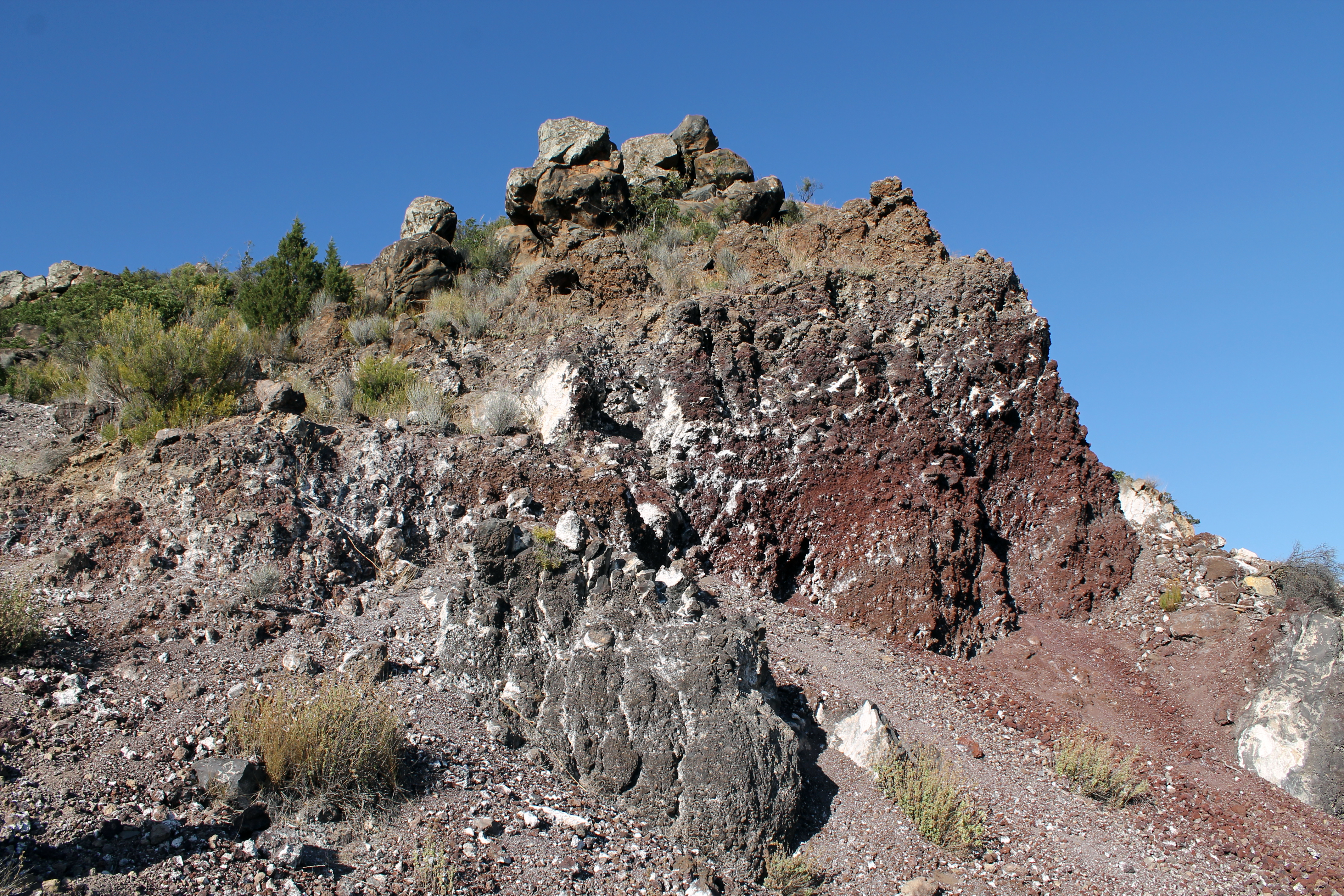
Cima del cerro volcánico de Agrás.

El volcán de Cofrentes o del cerro de Agrás o Cerro Negro (provincia de Valencia, España), situado 1500 m al noroeste de la localidad del mismo nombre, constituye el único afloramiento volcánico reciente en la Comunidad Valenciana. Se trata de los restos de un estratovolcán estromboliano constituido por un cono de piroclastos, coladas y lava basáltica.
Con 527 msnm, en él se observa una caldera basáltica que se extiende desde el noroeste hacia el sudeste. Presenta magnetita, augita, nefelina y una relativa abundancia de ferrocristales de olivino. En los años 1980 hubo una cantera en el cerro, explotada por la empresa cementera Asland, para extraer basanitas, lavas y otros minerales. Esta cantera alteró significativamente el aspecto del volcán, que perdió así su apariencia característica. Se avista desde la carretera N-330.
Existen otros dos afloramientos parecidos en las proximidades. El primero se encuentra en la base del castillo de Cofrentes y el segundo, en una ladera del propio cerro de Agrás.
En el volcán de Cofrentes se han observado coladas basálticas cubriendo depósitos granulares atribuidos al Pleistoceno Superior - Cuaternario. Mediante datación radiométrica, se ha estimado que estuvo activo hace menos de dos millones de años, con probable actividad durante el Cuaternario antiguo. La presencia de dolomías arrancadas de las rocas sedimentarias del sustrato y las evidencias de liberación de gases y proyección de fragmentos de magma indican que tuvo un carácter explosivo, con un notable flujo piroclástico en dirección sursudeste.
El volcán, que se considera generalmente apagado, se encuentra a apenas tres kilómetros al noroeste de la central nuclear de Cofrentes. La cámara magmática, situada a unos 15 km de profundidad, sigue emitiendo gases subterráneos (CO2 y CH4) que pasan a la fuente termal que alimenta al balneario de Hervideros.